# Pfarrkirche Gabersdorf

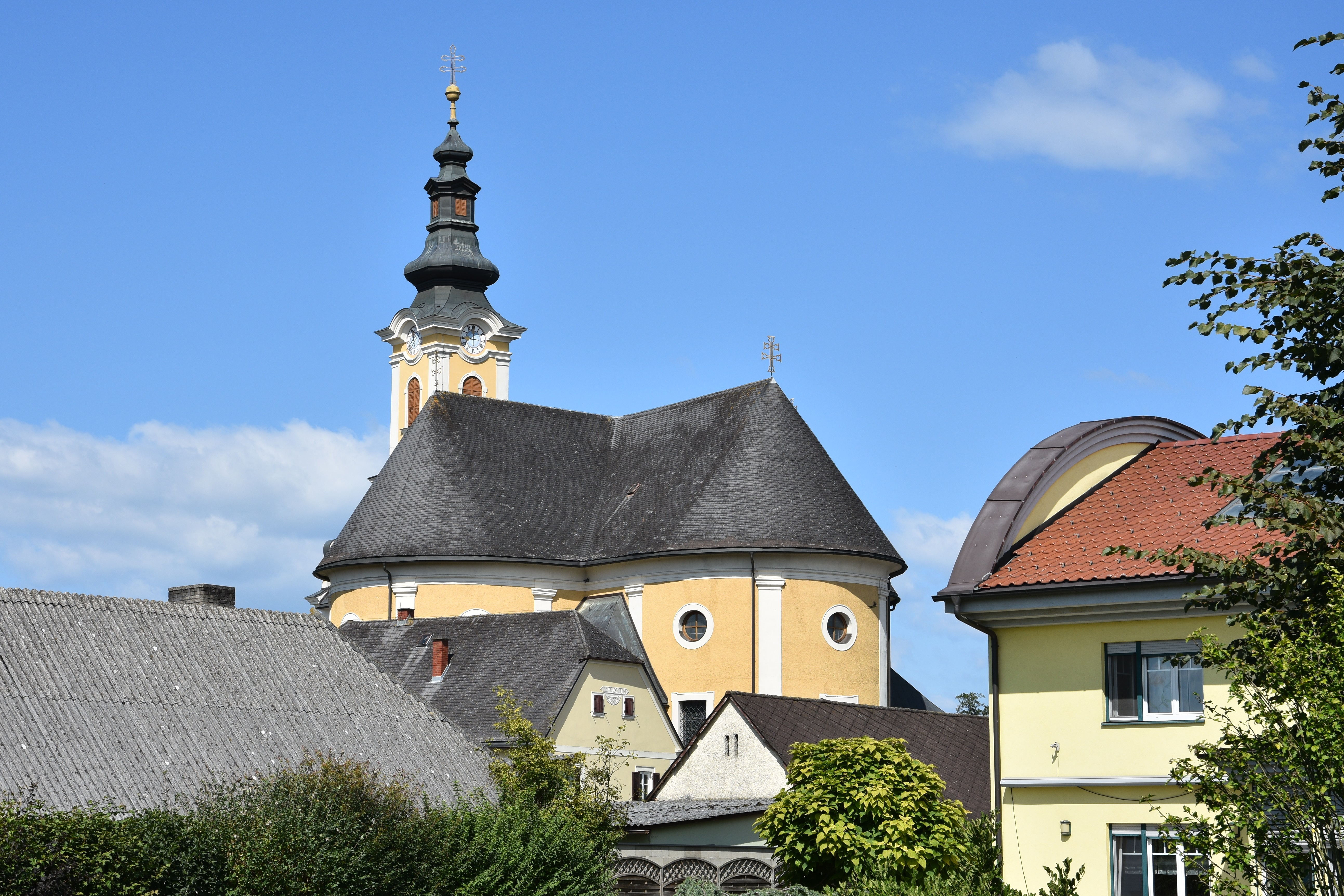
Katholische Pfarrkirche hl. Leonhard in Gabersdorf

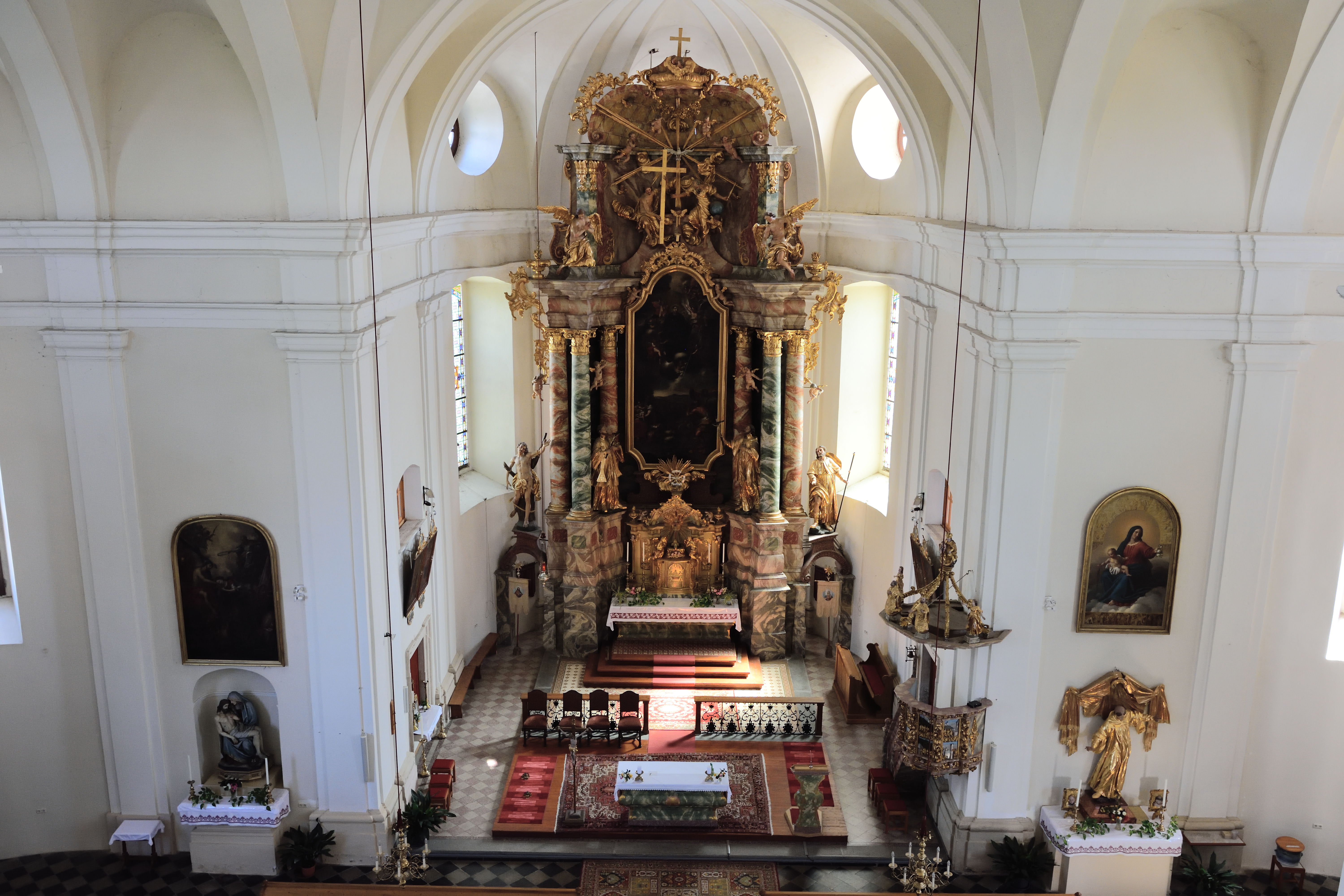
Langhaus, Blick zum Chor

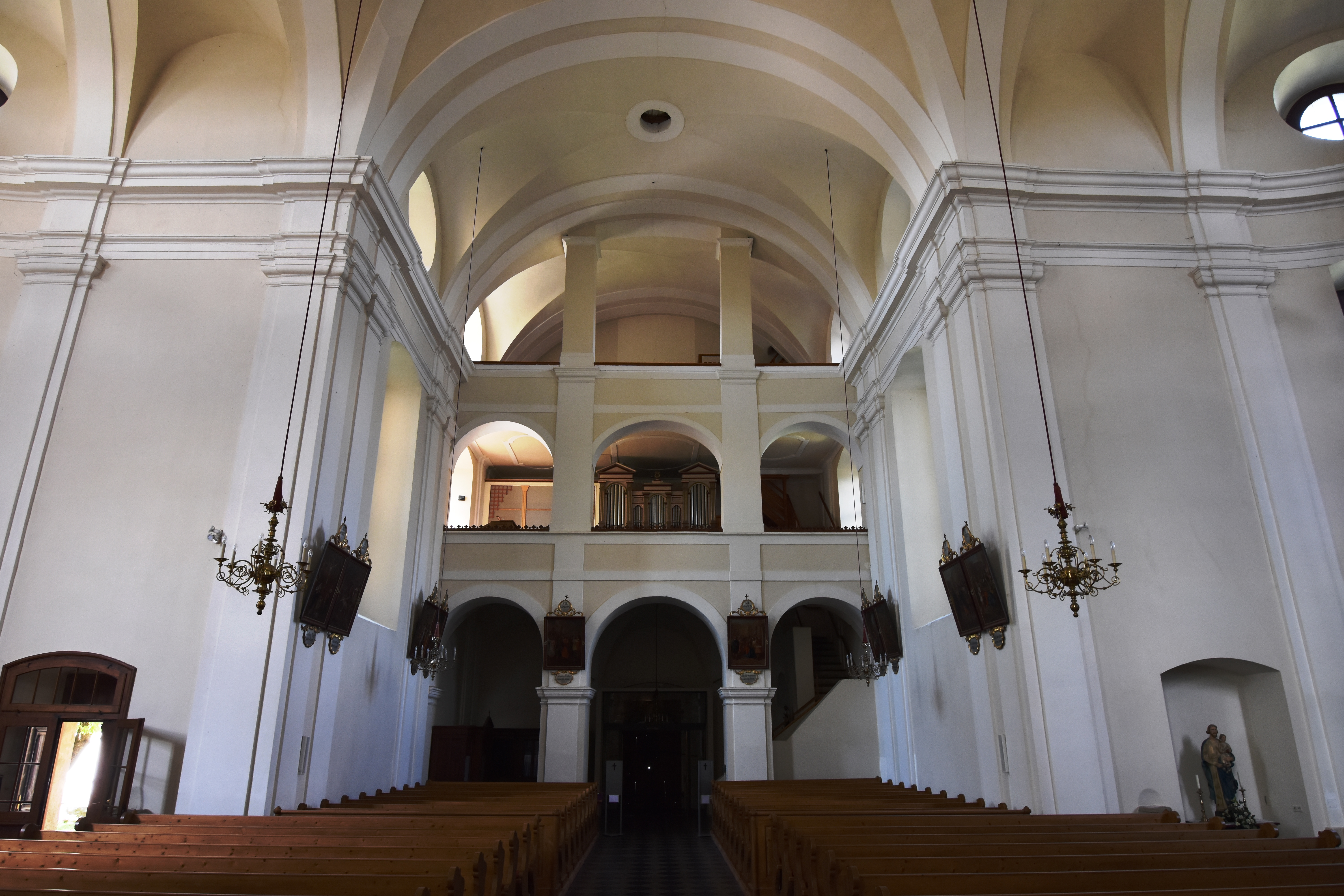
Langhaus, Blick zur Empore

Die römisch-katholische Pfarrkirche Gabersdorf steht in der Gemeinde Gabersdorf im Bezirk Leibnitz in der Steiermark. Die dem Patrozinium des hl. Leonhard von Limoges unterstellte Pfarrkirche gehört zum Dekanat Leibnitz in der Diözese Graz-Seckau. Die Kirche steht unter Denkmalschutz (Listeneintrag).

## Geschichte
Urkundlich wurde 1318 eine Kapelle genannt. Die Kapelle und Kirche war mit Unterbrechungen bis 1912 eine Filiale der Pfarrkirche St. Veit am Vogau.
Von 1693 bis 1703 erfolgte ein Neubau durch Jakob Schmerlaib. Die Kirche wurde 1899 renoviert.

## Architektur
Die Kirche ist der früheste monumentale Dreikonchenbau der Steiermark nach dem Vorbild der damals bereits entworfenen Stiftskirche in Pöllau. Um die Kirche verläuft eine Nischenmauer mit Portalen.
Das Kirchenäußere zeigt eine hohe Westfront mit einem Dreieckgiebel, Volutenansätzen und den Giebelturm mit einem gegliederten Zwiebelhelm. Außen wie innen zeigen die Wandgliederungen Riesenpilaster.
Das Kircheninnere zeigt ein relativ kurzes zweijochiges Langhaus mit Kreuzgratgewölben. Dem folgt eine geräumige Dreikonchenanlage mit einer platzlgewölbten quadratischen Vierung, von der die halbrund schließenden einjochigen Seitenarme und die etwas längere Chorapsis ausgehen. Die Konchen sind mit je drei Stichkappen durch Gurten getrennt überwölbt, in den überwölbten Wandfeldern befinden sich jeweils Ochsenaugen. Die dreigeschoßige Westempore steht auf einer derben dreiachsigen Pfeilerarkade. Beidseits des Chores befinden sich Nebenräume mit Emporen.

## Einrichtung
Der Hochaltar mit einem Säulenaufbau und Umgangsportalen zeigt figuralen Schmuck von Josef Schokotnigg 1743 und das Altarbild hl. Leonhard von Joan B. Rannacher 1745. Der Tabernakel entstand um 1780.
Die Altäre in den Seitenarmen entstanden 1861 in Anlehnung an den Hochaltar und zeigen Maria Immaculata mit einer Ansicht von Gabersdorf und den Tod des hl. Joseph von Josef Tunner. Der Leonhardsaltar unter der Westempore entstand in der Mitte des 18. Jahrhunderts. Die Kanzel mit Akanthusdekor von 1683 zeigt am Korb das Relief hl. Leonhard von Wilhelm Stohrer 1687. Weiters gibt es zwei Bilder Ecce Homo 1862 und Rosenkranzmaria von Josef Tunner.